# سام بنیون
سام بنیون (انگلیسی: Sam Bennion؛ 1871 – ۶ مهٔ ۱۹۴۱) بازیکن فوتبال اهل بریتانیا بود.
از باشگاه‌هایی که در آن بازی کرده‌است می‌توان به باشگاه فوتبال پورت ویل اشاره کرد.